# Formicoxenus
Formicoxenus is een geslacht van mieren uit de onderfamilie van de Myrmicinae (Knoopmieren).

## Soorten
- F. chamberlini (Wheeler, W.M., 1904)
- F. diversipilosus (Smith, M.R., 1939)
- F. hirticornis (Emery, 1895)
- F. nitidulus

Glanzende gastmier (Nylander, 1846)
- F. provancheri (Emery, 1895)
- F. quebecensis Francoeur, 1985
- F. sibiricus (Forel, 1899)